# Каргашільський хребет
Каргашільський хребет (від балкарського «каргашін» — свинець), що відходить від вершини Ортокара в Головному кавказькому хребті і має загальний напрямок на північний схід, служить вододілом басейнів річок Чегем і Черек-Безенгійський.
Його північно-західні схили дещо пологі, несуть значне заледеніння з найбільшими льодовиками Шаурту, Тютюргу і Булунгу, розділеними між собою розгалуженими відрогами Тютюргу (від вершини МВТУ) і Кору (від вершини Джорашти-Куршаган), Південно-східні схили хребта дуже круті, заледеніння незначне.
Хребет має ряд красивих вершин з альпіністськими маршрутами від 3Б до 1Б категорії складності: Салинан (4500), Головна Шаурту (4350), Північна Шаурту, або Атсиз (4320), Південна Тютюргу, або МВТУ (4300), Північна Тютюргу (4260), масив Джорашти, або Джорашти-Куршаган, з Південною, Західною і Північною (4280) вершинами, Куршоган (3980), Трапеція (3908), Сарики (3792), Каргашіль (3910).
Від Каргашільського хребта на північний захід відходять два розгалужених хребта-відрогу:
- більший, більш північний, від масиву Джорашти-Куршаган розділяє басейни льодовиків Булунгу, Кору і Тютюргу — хребет Кору;
- менший, від вершини МВТУ — басейни льодовиків Тютюргу і Шаурту — хребет Тютюргу.